# 元匡
元匡（？—？），字建扶，河南郡洛阳县（今河南省洛阳市东）人，追尊魏景穆帝拓跋晃之孙，阳平王拓跋新成第五子，广平王拓跋洛侯嗣子，北魏宗室、官员。

## 生平
元匡性情耿介，有气节，得到魏孝文帝器重，以其能匡辅社稷，于是改名为匡。魏宣武帝即位，历任給事黄门侍郎、肆州刺史、恒州刺史、大宗正卿、河南邑中正、度支尚书，袭封广平王。他和尚书令高肇抗衡，含死切谏，论高肇之罪。皇帝以他诬陷高肇论罪免死，降为光禄大夫，后兼宗正卿，出为兖州刺史。魏孝明帝初，入朝为御史中尉，严于弹纠。熙平二年（517）奏请取来景明年间以来内外考簿、吏部除书、中兵勋案等，来调查窃阶盗官之人．被任城王元澄反对，于是没有进行。拜为安南将军。加镇东将军，封东平王，后遭元澄奏劾，列论其罪状三十余条，免死，除官爵，复任平州刺史，改为青州刺史，转任关右都督、尚书行台。因病还京，孝昌初年（约525年），去世，谥文贞。后追复本爵，改封济南王。四子元献嗣爵济南王。曾孫元勒叉，在北齐建立时，依例降爵。